# Alfredo Zagano
Alfredo Zagano (Campagnola Cremasca, 28 maggio 1933 – Scannabue, 11 gennaio 2015) è stato un ciclista su strada italiano.
Professionista per soli due anni, dal 1957 al 1958, partecipò anche ad un Giro d'Italia.

## Carriera
Crebbe nella squadra ciclistica UC Cremasca con la quale corse nelle categorie dilettantistiche fino al 1955, per poi passare nel 1956 all'UC Bergamasca.
Divenne professionista nel 1957 nella squadra dell'Arbos, peraltro compagno di squadra del conterraneo Pierino Baffi, quindi nel 1958 corse nell'Asborno con la quale partecipò anche alla Milano-Sanremo, al Giro d'Italia e al Giro di Lombardia, oltre ai giri dell'Appennino, di Toscana e della Provincia di Reggio Calabria, ma non ottenne successi. Alla fine dell'anno si ritirò terminando la sua breve carriera da professionista e dedicandosi all'azienda di famiglia.
Morì a Scannabue l'11 gennaio 2015 all'età di 81 anni.

## Palmarès
- 1953

Gran Premio Colli Rovescallesi
Coppa Colli Briantei
- 1954

Gran Premio Colli Rovescallesi
- 1956

Coppa San Geo
Milano-Broni

## Piazzamenti

### Grandi Giri
- Giro d'Italia

1958: 56º

### Classiche monumento
- Milano-Sanremo

1958: 85º
- Giro di Lombardia

1958: 88º